# Tỉnh trưởng Chính phủ Nhân dân tỉnh Quý Châu
Tỉnh trưởng Chính phủ Nhân dân tỉnh Quý Châu (Tiếng Trung Quốc: 贵州省人民政府省长, Bính âm Hán ngữ: Guì Zhōu shěng rénmín zhèngfǔ shěng zhǎng, Quý Châu tỉnh Nhân dân Chính phủ Tỉnh trưởng) được bầu cử bởi Đại hội Đại biểu nhân dân tỉnh Quý Châu, lãnh đạo bởi thành viên của Đảng Cộng sản Trung Quốc. Cán bộ, công chức lãnh đạo, là Tỉnh trưởng Chính phủ Nhân dân tỉnh Quý Châu có cấp bậc Bộ trưởng, thường là Ủy viên Ủy ban Trung ương Đảng Cộng sản Trung Quốc các khóa. Tỉnh trưởng Chính phủ Nhân dân là lãnh đạo thứ hai của tỉnh, đứng sau Bí thư Tỉnh ủy. Tỉnh trưởng Chính phủ Nhân dân tỉnh Quý Châu đồng thời là Phó Bí thư Tỉnh ủy tỉnh Quý Châu.
Trong lịch sử Cộng hòa Nhân dân Trung Hoa, chức vụ Tỉnh trưởng Chính phủ Nhân dân tỉnh Quý Châu có các tên gọi là Chủ tịch Chính phủ Nhân dân tỉnh Quý Châu (1949 – 1955), Tỉnh trưởng Ủy ban Nhân dân tỉnh Quý Châu (1955 – 1967), Chủ nhiệm Ủy ban Quân Giải phóng Nhân dân Trung Quốc Kiểm soát tỉnh Quý Châu (1967 – 1968), Chủ nhiệm Ủy ban Cách mạng tỉnh Quý Châu (1968 – 1979), và Tỉnh trưởng Chính phủ Nhân dân tỉnh Quý Châu (1979 đến nay). Tất cả các tên gọi này dù khác nhau nhưng cùng có ý nghĩa là Thủ trưởng Hành chính tỉnh Quý Châu, tức nghĩa Tỉnh trưởng Chính phủ Nhân dân tỉnh Quý Châu hiện nay.
Tỉnh trưởng Chính phủ Nhân dân tỉnh Quý Châu hiện tại là Lý Bỉnh Quân.

## Lịch sử

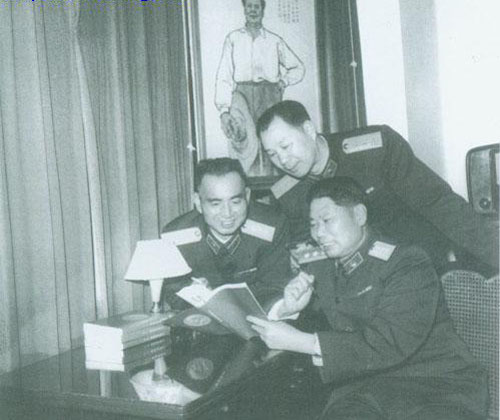
Tam Dương, ba Thượng tướng Quân Giải phóng Nhân dân Trung Quốc, Dương Dũng, Dương Thành Vũ, Dương Đắc Chí từ trái qua phải. Dương Dũng (1913 – 1983), nguyên Thủ trưởng Quý Châu.

Quý Châu là tỉnh nằm ở phía Tây Nam Trung Quốc. Chính phủ Nhân dân tỉnh Quý Châu đặt trụ ở tại thành phố tỉnh lỵ Quý Dương. Đương nhiệm Tỉnh trưởng Chính phủ Nhân dân tỉnh Quý Châu là Kham Di Cầm, một người phụ nữ Người Bạch, Ủy viên Ủy ban Trung ương Đảng Cộng sản Trung Quốc khóa XIX. Bà là nữ Tỉnh trưởng Chính phủ Nhân dân đầu tiên của Quý Châu trong lịch sử.

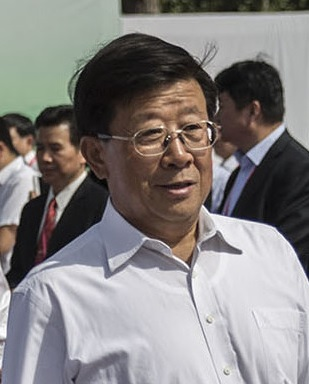
Triệu Khắc Chí (1953), Ủy viên Quốc vụ, Bộ trưởng Bộ Công an, Tỉnh trưởng Chính phủ Nhân dân tỉnh Quý Châu (2010 – 2012).

Vào tháng 12 năm 1949, Chính phủ Nhân dân tỉnh Quý Châu chính thức được thành lập. Người được bổ nhiệm làm Chủ tịch Chính phủ Nhân dân tỉnh Quý Châu giai đoạn 1949 – 1954 là Dương Dũng, Thượng tướng Quân Giải phóng Nhân dân Trung Quốc, từng giữ vị trí Bí thư Ban Bí thư Ủy ban Trung ương Đảng Cộng sản Trung Quốc, Phó Tham mưu trưởng Bộ Tổng tham mưu Quân Giải phóng Nhân dân Trung Quốc và Tư lệnh Quân khu Bắc Kinh sau khi chuyển khỏi Quý Châu. Ông là Lãnh đạo cấp Phó Quốc gia.
Vào tháng 2 năm 1955, cơ quan được đổi tên thành Ủy ban Nhân dân tỉnh Quý Châu, giai đoạn 1955 – 1967. Các Tỉnh trưởng giai đoạn này là Chu Lâm (1955 – 1965), Lý Lập (1965 – 1967). Sau đó Lý Tái Hàm là Chủ nhiệm Ủy ban Cách mạng tỉnh Quý Châu từ năm 1967 đến 1971. Sau đó là Lam Diệc Nông (1972 – 1973), Lỗ Thụy Lâm (1973 – 1977), Mã Lực (1977 – 1979).
Vào tháng 1 năm 1980, Ủy ban Cách mạng tỉnh Quý Châu đã bị bãi bỏ và Chính phủ Nhân dân tỉnh Quý Châu được tái lập. Các Tỉnh trưởng Chính phủ Nhân dân tỉnh Quý Châu có Tô Cương (1980 – 1983), Vương Triều Văn (1983 – 1993), Trần Sĩ Năng (1993 – 1996), Ngô Diệc Hiệp (1996 – 1998), Tiền Vận Lục (1998 – 2001), Thạch Tú Thi (2001 – 2006) hay Lâm Thụ Sâm (2006 – 2010). Các Thủ trưởng giai đoạn từ năm 2010 đến nay, có Triệu Khắc Chí (2010 – 2012), Trần Mẫn Nhĩ (2012 – 2015), Tôn Chí Cương (2015 – 2017) và Kham Di Cầm (2017 – nay). Triệu Khắc Chí là đương nhiệm Bí thư Đảng ủy, Bộ trưởng Bộ Công an Cộng hòa Nhân dân Trung Hoa, cho thấy việc điều chỉnh chức vụ ở Trung Quốc có điểm khác biệt so với các nước khác, gồm cả phương Tây và Việt Nam. Ở các nước như Hoa Kỳ, Anh, Pháp, chức vụ Thủ trưởng Cảnh sát được bổ nhiệm cho các cảnh sát chuyên ngành. Ở Việt Nam, Thủ trưởng các cơ quan công an được bổ nhiệm cho các công an, tốt nghiệp chuyên ngành, công tác nhiều năm trong lĩnh vực an ninh. Triệu Khắc Chí trước đó không tốt nghiệp hay công tác trong ngành công an nhưng được chuyển từ vị trí Bí thư Tỉnh ủy tỉnh Hà Bắc sang làm Bộ trưởng Bộ Công an Cộng hòa Nhân dân Trung Hoa, cho thấy việc sử dụng linh hoạt của Trung Quốc. Ông là Ủy viên Quốc vụ, chức vụ cấp Phó Quốc gia.
Năm 2010, Triệu Khắc Chí, Trần Mẫn Nhĩ, Tôn Chí Cương, Kham Di Cầm đều là Ủy viên Ủy ban Trung ương Đảng Cộng sản Trung Quốc khóa XIX. Tôn Chí Cương, đương nhiệm là Bí thư Tỉnh ủy tỉnh Quý Châu và Trần Mẫn Nhĩ, Ủy viên Bộ Chính trị Đảng Cộng sản Trung Quốc khóa 19 (2017-2022), Bí thư Thành ủy thành phố Trùng Khánh, Lãnh đạo cấp Phó Quốc gia. Trần Mẫn Nhĩ cũng là cán bộ cao cấp nhất từng giữ vị trí Tỉnh trưởng Chính phủ Nhân dân tỉnh Quý Châu.

## Danh sách Tỉnh trưởng Chính phủ Nhân dân tỉnh Quý Châu
Từ năm 1949 tính đến hiện tại, Chính phủ Nhân dân tỉnh Quý Châu có 20 Tỉnh trưởng Chính phủ Nhân dân.
| STT                                                       | Tên                                                     | Quê quán                                                | Sinh năm                                                | Nhiệm kỳ                                                | Chức vụ về sau (gồm hiện) | Chức vụ trước, tình trạng                                                                            |
| Chủ tịch Chính phủ Nhân dân tỉnh Quý Châu (1949 – 1955)   | Chủ tịch Chính phủ Nhân dân tỉnh Quý Châu (1949 – 1955) | Chủ tịch Chính phủ Nhân dân tỉnh Quý Châu (1949 – 1955) | Chủ tịch Chính phủ Nhân dân tỉnh Quý Châu (1949 – 1955) | Chủ tịch Chính phủ Nhân dân tỉnh Quý Châu (1949 – 1955) | Chủ tịch Chính phủ Nhân dân tỉnh Quý Châu (1949 – 1955) | Chủ tịch Chính phủ Nhân dân tỉnh Quý Châu (1949 – 1955)                                              |
| --------------------------------------------------------- | ------------------------------------------------------- | ------------------------------------------------------- | ------------------------------------------------------- | ------------------------------------------------------- | --- | --- |
| 1                                                         | Dương Dũng                                              | Lưu Dương Hồ Nam                                        | 1913 – 1983                                             | 12/1949 – 12/1952                                       | Thượng tướng Quân Giải phóng Nhân dân Trung Quốc, Nguyên Bí thư Ban Bí thư Ủy ban Trung ương Đảng Cộng sản Trung Quốc, Nguyên Phó Tổng Thư ký Quân ủy Trung ương Trung Quốc, Nguyên Ủy viên Quân ủy Trung ương Trung Quốc, Nguyên Phó Tham mưu trưởng Bộ Tổng tham mưu Quân Giải phóng Nhân dân Trung Quốc, Nguyên Tư lệnh Quân khu Bắc Kinh. | Lãnh đạo cấp Phó Quốc gia. Tỉnh trưởng đầu tiên của Quý Châu, qua đời năm 1983 tại Bắc Kinh.         |
| 3                                                         | Chu Lâm                                                 | Nhân Hoài Quý Châu                                      | 1912 – 1997                                             | 12/1954 – 02/1955                                       | Nguyên Ủy viên Ủy ban Cố vấn Trung ương Đảng Cộng sản Trung Quốc, Nguyên Bí thư Đảng ủy Đại học Bắc Kinh. | Qua đời năm 1997 tại Bắc Kinh.                                                                       |
| Tỉnh trưởng Ủy ban Nhân dân tỉnh Quý Châu (1955 – 1967)   |                                                         |                                                         |                                                         |                                                         | | |
| 3                                                         | Chu Lâm                                                 | Nhân Hoài Quý Châu                                      | 1912 – 1997                                             | 02/1955 – 07/1965                                       | Nguyên Ủy viên Ủy ban Cố vấn Trung ương Đảng Cộng sản Trung Quốc, Nguyên Bí thư Đảng ủy Đại học Bắc Kinh. | Qua đời năm 1997 tại Bắc Kinh.                                                                       |
| 4                                                         | Lý Lập                                                  | Cát An Giang Tây                                        | 1908 – 2006                                             | 07/1965 – 02/1967                                       | Nguyên Thường vụ Ủy ban Toàn quốc Hội nghị Hiệp thương Chính trị Nhân dân Trung Quốc. | Qua đời năm 2006 tại Bắc Kinh.                                                                       |
| Chủ nhiệm Ủy ban Cách mạng tỉnh Quý Châu (1967 – 1979)    |                                                         |                                                         |                                                         |                                                         | | |
| 5                                                         | Lý Tái Hàm                                              | Tự Cống Tứ Xuyên                                        | 1919 – 1975                                             | 02/1967 – 05/1971                                       | Nguyên Bí thư thứ nhất Tỉnh ủy tỉnh Quý Châu. | Qua đời năm 1975 tại Đại Liên.                                                                       |
| 6                                                         | Lam Diệc Nông                                           | Trà Lăng Hồ Nam                                         | 1919 – 2008                                             | 05/1971 – 09/1973                                       | Nguyên Bí thư thứ nhất Tỉnh ủy tỉnh Quý Châu. | Qua đời năm 2008 tại Bắc Kinh.                                                                       |
| 7                                                         | Lỗ Thụy Lâm                                             | Lâm Hạ, Cam Túc                                         | 1911 – 1999                                             | 09/1973 – 02/1977                                       | Nguyên Bí thư thứ nhất Tỉnh ủy tỉnh Quý Châu. | Qua đời năm 1999 tại Quảng Châu.                                                                     |
| 8                                                         | Mã Lực                                                  | Thiên Tân                                               | 1916 – 1979                                             | 02/1977 – 09/1979                                       | Nguyên Bí thư thứ nhất Tỉnh ủy tỉnh Quý Châu. | Qua đời năm 1979 tại Bắc Kinh.                                                                       |
| Tỉnh trưởng Chính phủ Nhân dân tỉnh Quý Châu (1979 – nay) |                                                         |                                                         |                                                         |                                                         | | |
| 9                                                         | Tô Cương                                                | Lạc Lăng Sơn Đông                                       | 1920 – 2002                                             | 01/1980 – 01/1983                                       | Nguyên Tỉnh trưởng Chính phủ Nhân dân tỉnh Quý Châu. | Qua đời năm 2002 ở Quý Dương.                                                                        |
| 10                                                        | Vương Triều Văn                                         | Hoàng Bình Quý Châu                                     | 1930 –                                                  | 01/1983 – 01/1993                                       | Nguyên Ủy viên Ủy ban Thường vụ Đại hội Đại biểu Nhân dân Toàn quốc Cộng hòa Nhân dân Trung Hoa, Nguyên Chủ nhiệm Ủy ban Dân tộc, Đại hội Đại biểu Nhân dân Toàn quốc. | Trước đó là Phó Bí thư Tỉnh uỷ tỉnh Quý Châu.                                                        |
| 11                                                        | Trần Sĩ Năng                                            | Gia Hưng, Chiết Giang                                   | 1938 –                                                  | 01/1993 – 07/1996                                       | Nguyên Ủy viên Ủy ban Thường vụ Đại hội Đại biểu Nhân dân Toàn quốc Cộng hòa Nhân dân Trung Hoa, Nguyên Phó Chủ nhiệm Ủy ban Dân tộc, Đại hội Đại biểu Nhân dân Toàn quốc. | Trước đó là Phó Tỉnh trưởng Chính phủ Nhân dân tỉnh Quý Châu.                                        |
| 12                                                        | Ngô Diệc Hiệp                                           | Lai Dương Sơn Đông                                      | 1943 – 1998                                             | 07/1996 – 09/1998                                       | Nguyên Tỉnh trưởng Chính phủ Nhân dân tỉnh Quý Châu. | Mất năm 1998 khi đang là Tỉnh trưởng Quý Châu, tại Bắc Kinh.                                         |
| 13                                                        | Tiền Vận Lục                                            | Đại Ngộ, Hồ Bắc                                         | 1944 –                                                  | 12/1998 – 01/2001                                       | Nguyên Tổng Thư ký Ủy ban Toàn quốc Hội nghị Hiệp thương Chính trị Nhân dân Trung Quốc, Nguyên Phó Chủ tịch Ủy ban Toàn quốc Hội nghị Hiệp thương Chính trị Nhân dân Trung Quốc, Nguyên Bí thư Tỉnh ủy tỉnh Hắc Long Giang, Nguyên Bí thư Tỉnh ủy tỉnh Quý Châu.                                                                              | Trước đó là Bí thư Thành ủy Vũ Hán.                                                                  |
| 14                                                        | Thạch Tú Thi                                            | Thương Khâu Hà Nam                                      | 1942 –                                                  | 01/2001 – 07/2006                                       | Nguyên Ủy viên Ủy ban Thường vụ Đại hội Đại biểu Nhân dân Toàn quốc Cộng hòa Nhân dân Trung Hoa, Nguyên Chủ nhiệm Ủy ban Tài chính Kinh tế Đại hội Đại biểu Nhân dân Toàn quốc. | Trước đó là Phó Bí thư Tỉnh uỷ tỉnh Quý Châu.                                                        |
| 15                                                        | Lâm Thụ Sâm                                             | Sán Đầu Quảng Đông                                      | 1946 –                                                  | 07/2006 – 08/2010                                       | Nguyên Phó Chủ nhiệm Ủy ban Hoa kiều Hồng Kông, Ma Cao và Đài Loan. | Trước đó là Bí thư Thành ủy Quảng Châu.                                                              |
| 16                                                        | Triệu Khắc Chí                                          | Lai Tây, Sơn Đông                                       | 1953 –                                                  | 08/2010 – 12/2012                                       | Ủy viên Ủy ban Trung ương Đảng Cộng sản Trung Quốc khóa XIX, Ủy viên Quốc vụ, Bí thư Đảng ủy, Bộ trưởng Bộ Công an Cộng hòa Nhân dân Trung Hoa, Phó Bí thư Ủy ban Chính trị Pháp luật Trung ương Đảng Cộng sản Trung Quốc, Nguyên Bí thư Tỉnh ủy tỉnh Hà Bắc, Nguyên Bí thư Tỉnh ủy tỉnh Quý Châu.                                            | Lãnh đạo cấp Phó Quốc gia. Trước đó là Phó Thường trực Tỉnh trưởng Chính phủ Nhân dân tỉnh Giang Tô. |
| 17                                                        | Trần Mẫn Nhĩ                                            | Chư Kỵ, Chiết Giang                                     | 1960 –                                                  | 12/2012 – 10/2015                                       | Ủy viên Bộ Chính trị Đảng Cộng sản Trung Quốc khóa 19 (2017-2022), Bí thư Thành ủy thành phố Trùng Khánh, Nguyên Bí thư Tỉnh ủy tỉnh Quý Châu. | Lãnh đạo cấp Phó Quốc gia. Trước đó là Phó Bí thư Tỉnh uỷ tỉnh Quý Châu.                             |
| 18                                                        | Tôn Chí Cương                                           | Huỳnh Dương, Hà Nam                                     | 1954 –                                                  | 10/2015 – 09/2017                                       | Ủy viên Ủy ban Trung ương Đảng Cộng sản Trung Quốc khóa XIX, Bí thư Tỉnh ủy tỉnh Quý Châu, Chủ nhiệm Ủy ban Thường vụ Đại hội Đại biểu Nhân dân tỉnh Quý Châu. | Trước đó là Phó Chủ nhiệm Ủy ban Kế hoạch hóa gia đình và Y tế Quốc gia Trung Quốc.                  |
| 19                                                        | Kham Di Cầm                                             | Chức Kim, Quý Châu                                      | 1959 –                                                  | 09/2017 –                                               | Ủy viên Ủy ban Trung ương Đảng Cộng sản Trung Quốc khóa XIX, Bí thư Tỉnh ủy tỉnh Quý Châu. | Nữ, Thủ trưởng nữ đầu tiên ở Quý Châu. Trước đó là Phó Bí thư Tỉnh uỷ tỉnh Quý Châu.                 |
| 20                                                        | Lý Bỉnh Quân                                            | Duy Phường, Sơn Đông                                    | 1963                                                    | 11/2020                                                 | Phó Bí thư Tỉnh ủy tỉnh Quý Châu, Tỉnh trưởng Chính phủ Nhân dân tỉnh Quý Châu. | Phó Bí thư chuyên chức Tỉnh ủy tỉnh Giang Tây.                                                       |

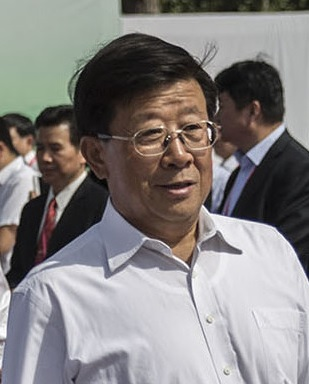
Triệu Khắc Chí (1953 –), Ủy viên Ủy ban Trung ương Đảng Cộng sản Trung Quốc khóa XIX, Bộ trưởng Bộ Công an Cộng hòa Nhân dân Trung Hoa, nguyên Tỉnh trưởng Chính phủ Nhân dân tỉnh Quý Châu (2010 – 2012).
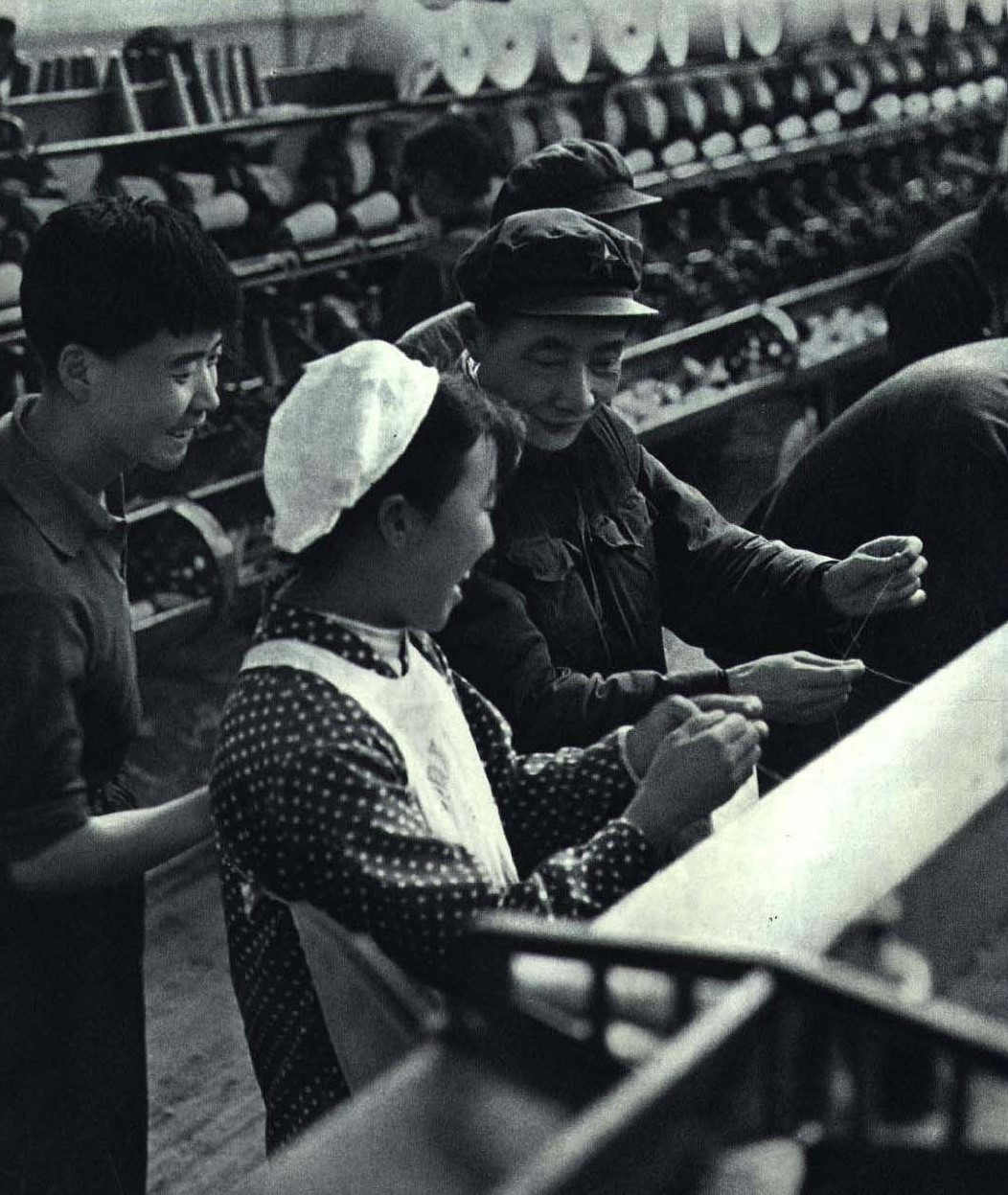
Lý Tái Hàm (1919 – 1975), nguyên Chủ nhiệm Ủy ban Cách mạng tỉnh Quý Châu (1967 – 1971).
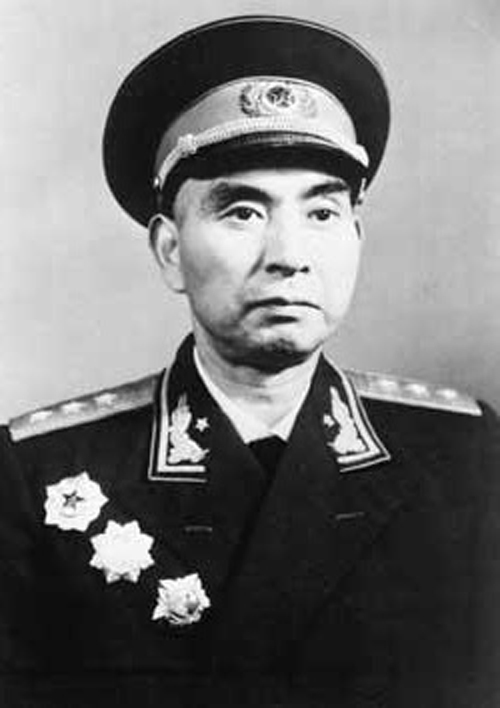
Dương Dũng (1913 – 1983), Thượng tướng Quân Giải phóng Nhân dân Trung Quốc, nguyên Bí thư Ban Bí thư Ủy ban Trung ương Đảng Cộng sản Trung Quốc, nguyên Chủ tịch Chính phủ Nhân dân tỉnh Quý Châu (1949 – 1954).

## Tên gọi khác
Chủ tịch Chính phủ Nhân dân tỉnh Quý Châu (1949 – 1955)

Quý Châu

- Dương Dũng, nguyên Chủ tịch Chính phủ Nhân dân tỉnh Quý Châu (1949 – 1954).
- Chu Lâm, nguyên Chủ tịch Chính phủ Nhân dân tỉnh Quý Châu (1954 – 1955).

Tỉnh trưởng Ủy ban Nhân dân tỉnh Quý Châu (1955 – 1967)
- Chu Lâm, nguyên Tỉnh trưởng Ủy ban Nhân dân tỉnh Quý Châu (1955 – 1965).
- Lý Lập, nguyên Tỉnh trưởng Ủy ban Nhân dân tỉnh Quý Châu (1965 – 1967).

Chủ nhiệm Ủy ban Quân Giải phóng Nhân dân Trung Quốc Kiểm soát tỉnh Quý Châu (1967 – 1968)
- Lý Tái Hàm, nguyên Chủ nhiệm Ủy ban Quân Giải phóng Nhân dân Trung Quốc Kiểm soát tỉnh Quý Châu (1967 – 1968).

Chủ nhiệm Ủy ban Cách mạng tỉnh Quý Châu (1968 – 1979)
- Lý Tái Hàm, nguyên Chủ nhiệm Ủy ban Cách mạng tỉnh Quý Châu (1968 – 1971).
- Lam Diệc Nông, nguyên Chủ nhiệm Ủy ban Cách mạng tỉnh Quý Châu (1972 – 1973).
- Lỗ Thụy Lâm, nguyên Chủ nhiệm Ủy ban Cách mạng tỉnh Quý Châu (1973 – 1977).
- Mã Lực, nguyên Chủ nhiệm Ủy ban Cách mạng tỉnh Quý Châu (1977 – 1979).

## Các lãnh đạo quốc gia

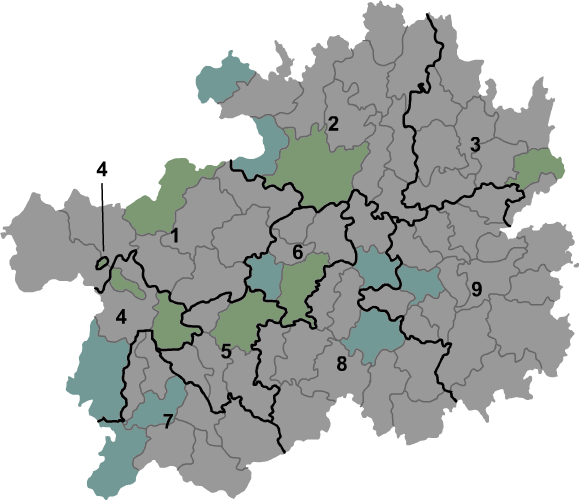
Bản đồ Quý Châu

Trong quãng thời gian từ năm 1949 đến nay, Chính phủ Nhân dân tỉnh Quý Châu chưa có lãnh đạo quốc gia nào từng giữ vị trí Tỉnh trưởng Chính phủ Nhân dân.
Có hai cán bộ cao cấp từng là Thủ trưởng tỉnh, đều là Lãnh đạo cấp Phó Quốc gia, đó là:
- Trần Mẫn Nhĩ (1960 –),  đương nhiệm Ủy viên Bộ Chính trị Đảng Cộng sản Trung Quốc khóa 19 (2017-2022), Bí thư Thành ủy thành phố Trùng Khánh.
- Triệu Khắc Chí (1953), Ủy viên Quốc vụ, Bí thư Đảng ủy, Bộ trưởng Bộ Công an Cộng hòa Nhân dân Trung Hoa.